# Озерянка (Тернопільський район)
Озеря́нка — село в Україні, у Зборівській міській громаді Тернопільського району Тернопільської області. Розташоване на річці Західна (Мала) Стрипа, на заході району. До 2016 підпорядковане Зарудянській сільраді.
Населення — 300 осіб (2001).

## Історія
Перша писемна згадка — 1479 року.
Діяли «Просвіта» та інші товариства. Село — колишній присілок села Заруддя.
12 червня 2020 року, відповідно до розпорядження Кабінету Міністрів України № 724-р «Про визначення адміністративних центрів та затвердження територій територіальних громад Тернопільської області» увійшло до складу Зборівської міської громади.
19 липня 2020 року, в результаті адміністративно-територіальної реформи та ліквідації Зборівського району, село увійшло до складу Тернопільського району.

## Пам'ятки
Є церква святого апостола Івана Богослова (1905, мур., відбуд. 1925).
Насипана символічна могила Борцям за волю України (1993).

## Соціальна сфера
Працюють клуб, торговельний заклад.

## Відомі люди

### Народилися
- Євген Дутка — лікар, громадський діяч.

### Працювали
- о. Володимир Коновалець[4] (1859—після 1938) — парох у селі.[5]
- о. Павло Дуткевич - митрофорний протоієрей (з 07.04.1997 до 20.10.2021 р.)

## Галерея

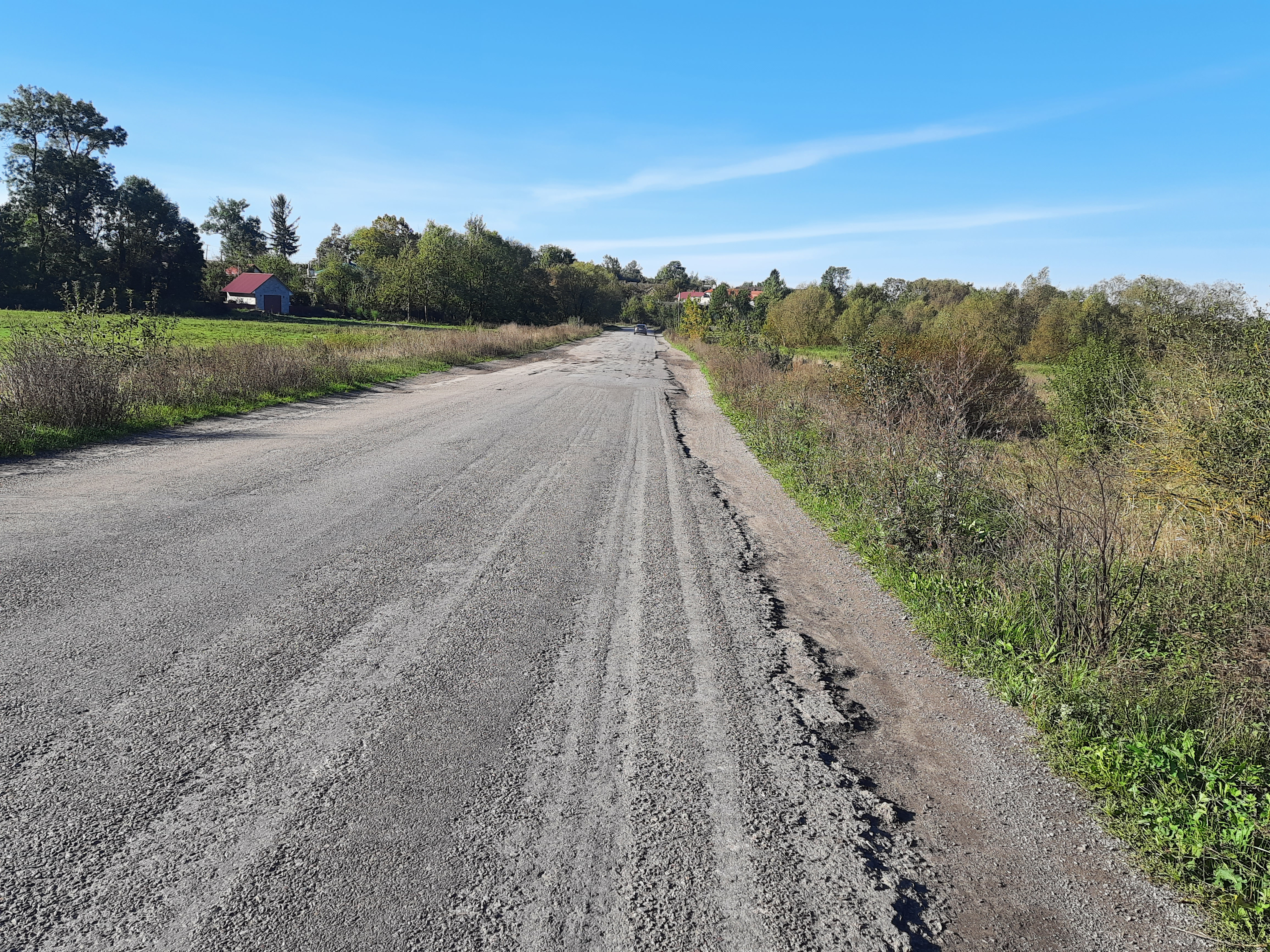
Дорога в село
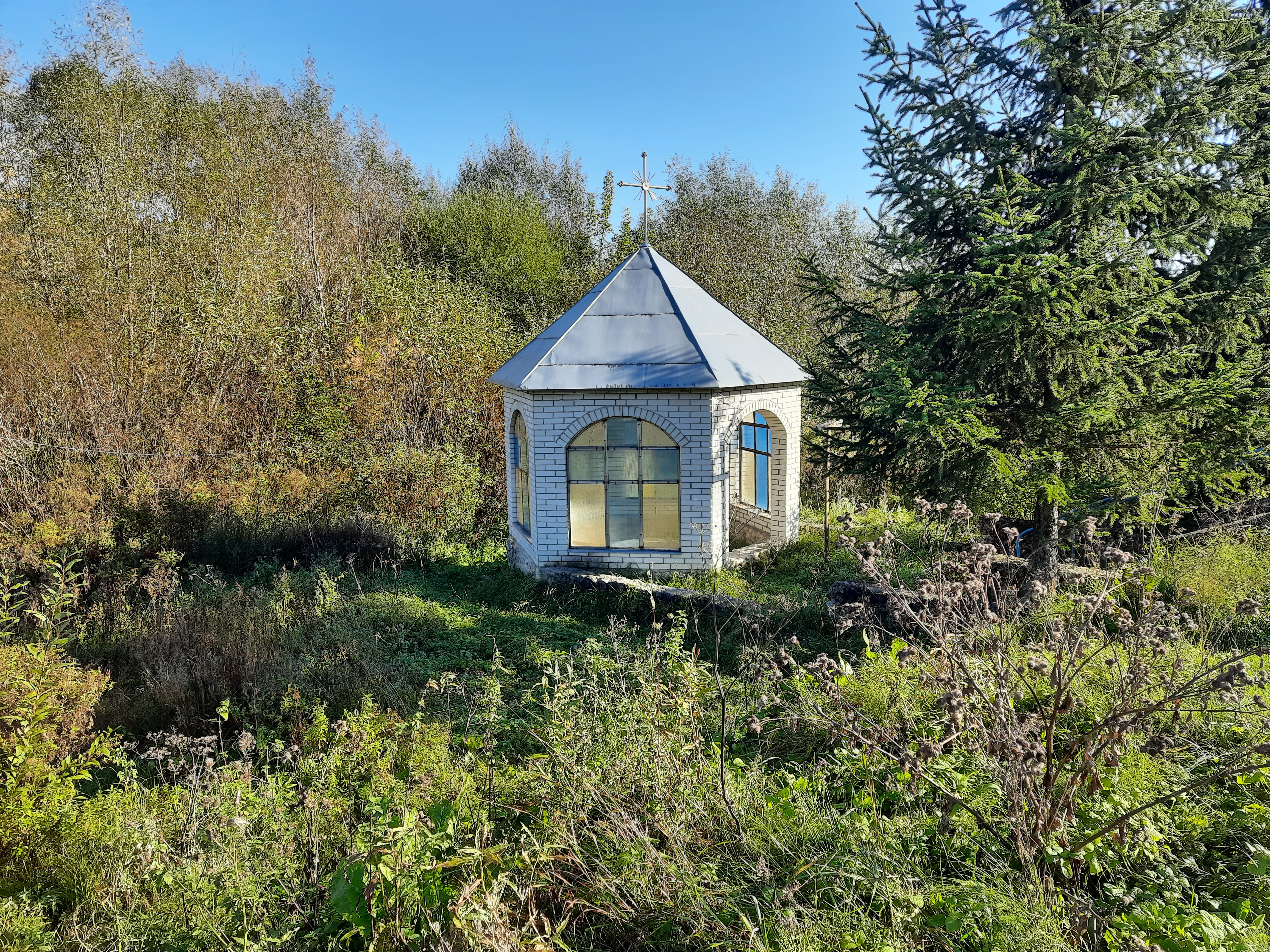
Капличка
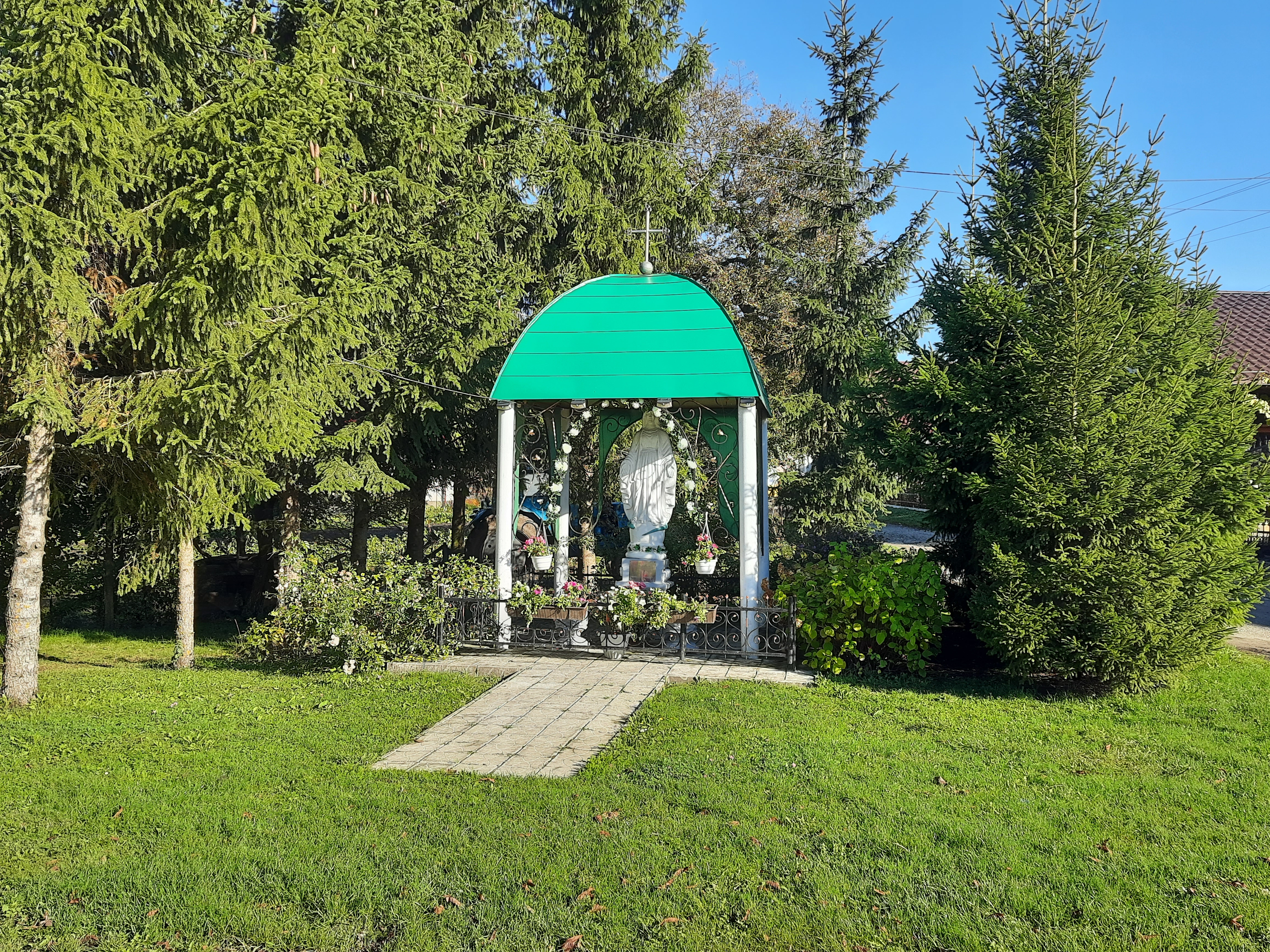
Статуя Божої Матері
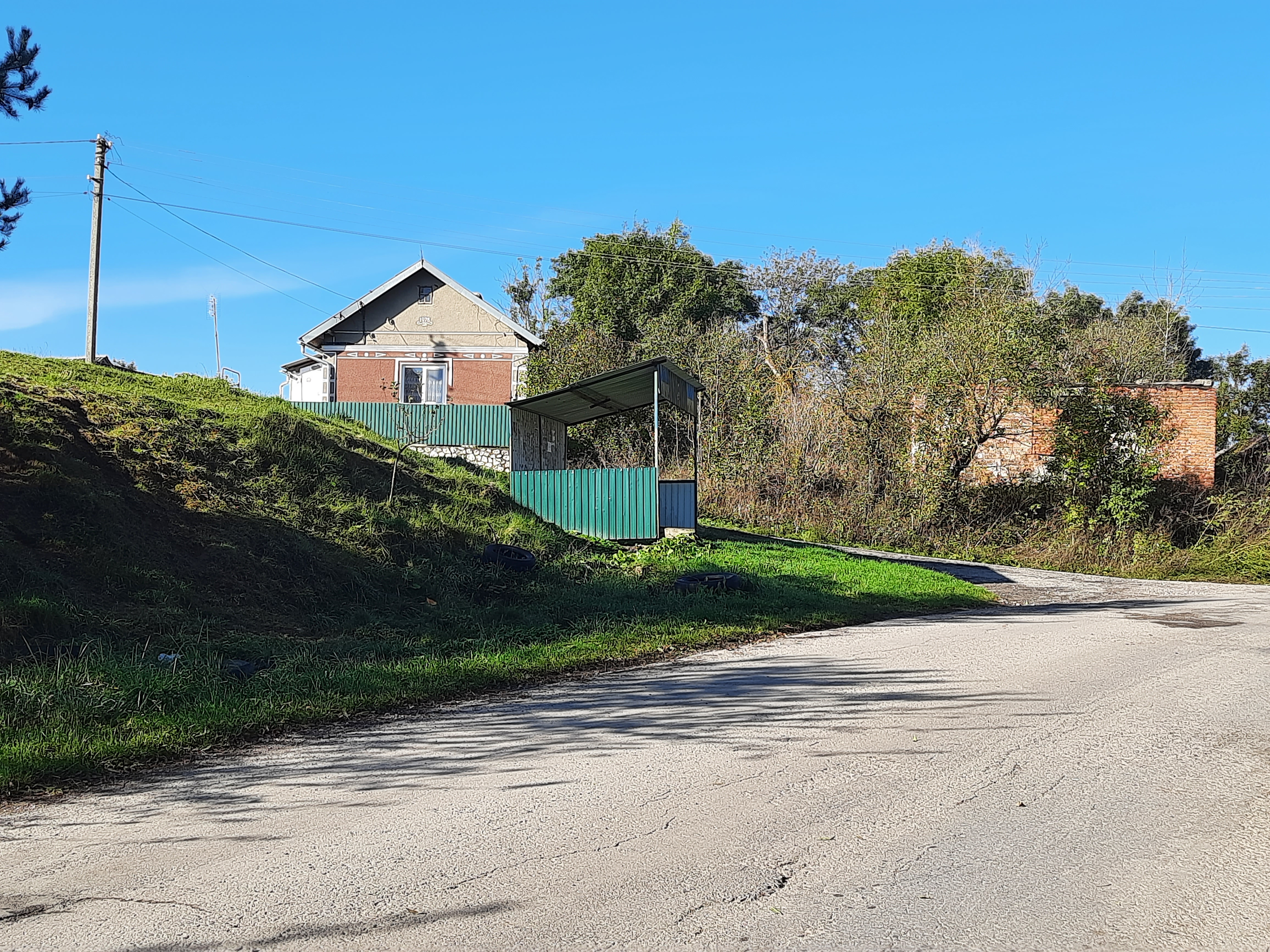
Автобусна зупинка
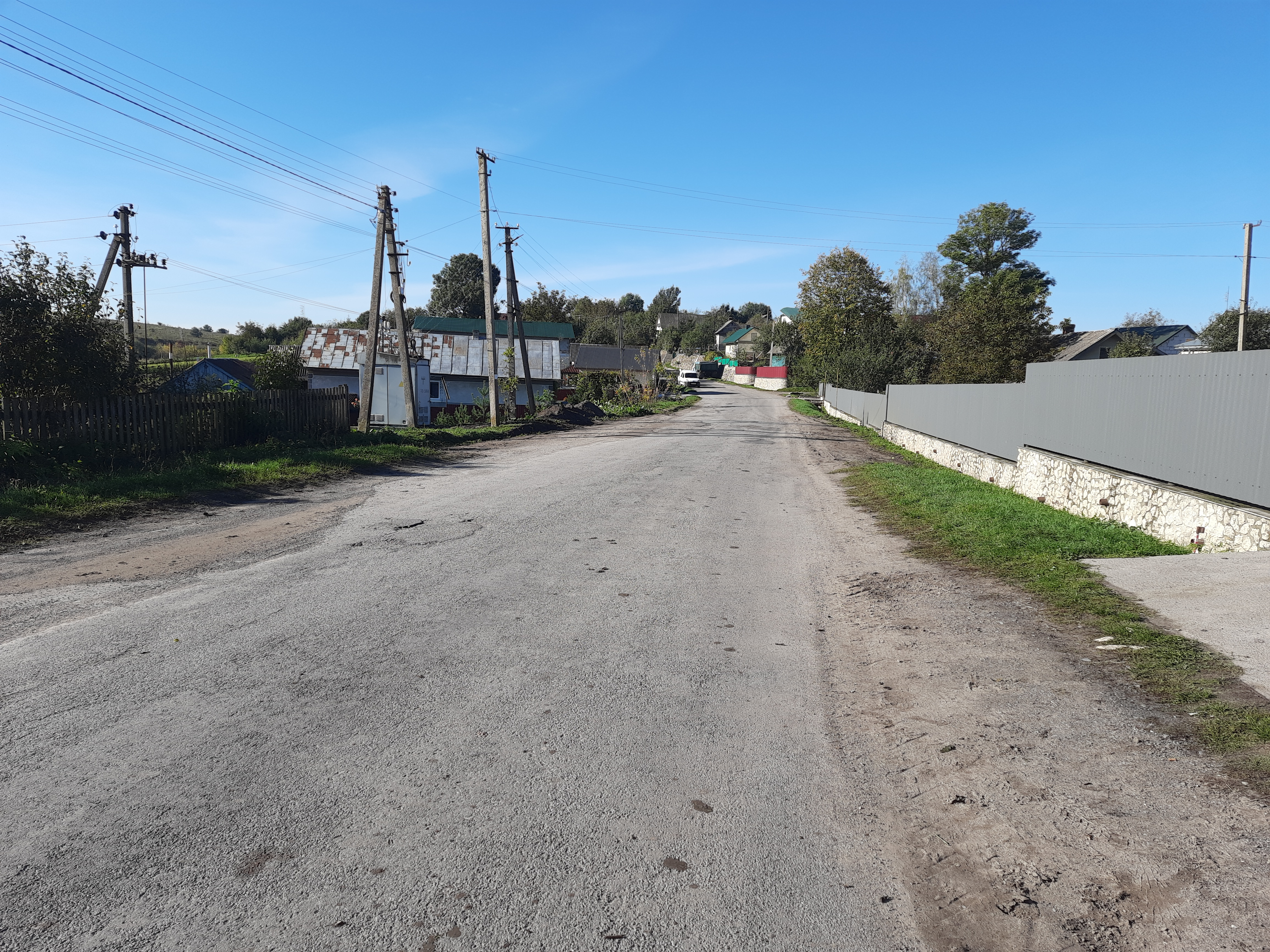
Сільська вулиця